# لاديسلاف زملا
لاديسلاف زملا (بالتشيكية: Ladislav Žemla)‏ مواليد 6 نوفمبر 1887 في الامبراطورية النمساوية المجرية - الوفاة 18 يونيو 1955 في براغ، كان لاعب كرة مضرب تشيكي وكان يلعب باليد اليمنى. سبق أن شارك في دورة الألعاب الأولمبية الصيفية وأحرز الميدالية البرونزية.

## الميداليات
| الميدالية | المسابقة                       |
| --------- | ------------------------------ |
| برونزية   | الألعاب الأولمبية الصيفية 1920 |

## روابط خارجية
- لاديسلاف زملا على موقع رابطة محترفي التنس (الإنجليزية)
- لاديسلاف زملا على موقع الاتحاد الدولي لكرة المضرب (الإنجليزية)
- لاديسلاف زملا على موقع كأس ديفيز (الإنجليزية)
- لاديسلاف زملا على موقع خلاصة التنس.كوم (الإنجليزية)
- لاديسلاف زملا على موقع اللجنة الأولمبية الدولية (الإنجليزية)
- لاديسلاف زملا على موقع أوليمبيديا (الإنجليزية)
- لاديسلاف زملا على موقع اللجنة الأولمبية التشيكية (التشيكية)